# Jude Ciccolella
Richard Jude Ciccolella (Condado de Nassau, Nueva York; 30 de noviembre de 1947) es un actor estadounidense.
Se graduó con un máster en bellas artes en la Universidad del Temple.
Sus apariciones más importantes incluyen papeles en películas como The Shawshank Redemption (1994) como Mert, Boys on the Side (1995) como Jerry, La noche cae sobre Manhattan (1997) como el teniente Wilson, junto a Andy García y Lena Olin, Star Trek: némesis (2002) como el comandante Suran, Abajo el amor (2003) como el ojo espía, junto a Ewan McGregor y Renée Zellweger, La terminal (2004) como Karl Iverson, junto a Tom Hanks y Catherine Zeta-Jones, The Manchurian Candidate (2004) junto a Denzel Washington, y Sin City (2005) como Liebowitz.
En la pequeña pantalla ha tenido papeles como artista invitado en series de televisión como Law & Order, NYPD Blue, ER y 24.